# Westville (Florida)
Westville és una població dels Estats Units a l'estat de Florida. Segons el cens del 2000 tenia 221 habitants.

## Demografia
Segons el cens del 2000, Westville tenia 221 habitants, 94 habitatges, i 64 famílies. La densitat de població era d'11,7 habitants/km².
Dels 94 habitatges en un 30,9% hi vivien nens de menys de 18 anys, en un 50% hi vivien parelles casades, en un 13,8% dones solteres, i en un 31,9% no eren unitats familiars. En el 29,8% dels habitatges hi vivien persones soles el 14,9% de les quals corresponia a persones de 65 anys o més que vivien soles. El nombre mitjà de persones vivint en cada habitatge era de 2,35 i el nombre mitjà de persones que vivien en cada família era de 2,91.
Per edats la població es repartia de la següent manera: un 24% tenia menys de 18 anys, un 10,4% entre 18 i 24, un 27,1% entre 25 i 44, un 23,5% de 45 a 60 i un 14,9% 65 anys o més.
L'edat mediana era de 35 anys. Per cada 100 dones de 18 o més anys hi havia 78,7 homes.
La renda mediana per habitatge era de 27.000 $ i la renda mediana per família de 34.375 $. Els homes tenien una renda mediana de 25.625 $ mentre que les dones 20.500 $. La renda per capita de la població era d'11.415 $. Entorn del 9,2% de les famílies i el 13,9% de la població estaven per davall del llindar de pobresa.

## Poblacions més properes
El següent diagrama mostra les poblacions més properes.